# Wouter Koolmees
Wouter Koolmees (Capelle aan den IJssel, 20 maart 1977) is een Nederlands bestuurder en voormalig politicus namens D66. Hij is sinds 1 november 2022 president-directeur van NS.
Hij was van 26 oktober 2017 tot 10 januari 2022 minister van Sociale Zaken en Werkgelegenheid in het kabinet-Rutte III. Ter tijdelijke vervanging van de minister van Binnenlandse Zaken en vicepremier Kajsa Ollongren was Koolmees van 1 november 2019 tot 14 mei 2020 tevens vicepremier. Vanaf 2010 tot zijn aantreden als minister was hij lid van de Tweede Kamer.

## Studie
Koolmees begon zijn schoolloopbaan op het IJsselcollege in Capelle aan den IJssel. Daarna studeerde hij sociale en institutionele economie aan de Universiteit van Utrecht, deze studie rondde hij in 2001 af. Hierna was hij tot 2003 werkzaam als onderzoeker bij het Nederlands Economisch Instituut. Vervolgens maakte de D66'er de overstap naar het ministerie van Financiën waar hij van 2003 tot 2007 werkte als ambtenaar Algemene Financiële en Economische Politiek en van 2007 tot 2009 als ambtenaar Inspectie der rijksfinanciën. De laatste anderhalf jaar, tot juni 2010, was Koolmees hoofd begrotingsbeleid.

## Tweede Kamerlid
Koolmees stond op de 8e plaats van de kandidatenlijst van D66 voor de Tweede Kamerverkiezingen van 2010 en werd gekozen in de Tweede Kamer. Op 11 december 2010 werd Koolmees door de Nederlandse parlementaire pers verkozen tot politiek talent van het afgelopen jaar. In 2014 kreeg Koolmees de Prinsjesprijs van juryvoorzitter Wim Deetman. Deze wordt uitgereikt aan een politicus die in optreden of handelen van bijzondere betekenis is of is geweest voor het gezag van het parlement en voor de vitaliteit van de parlementaire democratie van Nederland. Koolmees deelde deze prijs met de eveneens financiële woordvoerders Carola Schouten (ChristenUnie) en Elbert Dijkgraaf (SGP). In 2012 en 2017 stond hij op de derde plaats en werd hij opnieuw gekozen. Koolmees was woordvoerder financiën en vicefractievoorzitter.

## Minister van Sociale Zaken en Werkgelegenheid
In het kabinet-Rutte III dat op 26 oktober 2017 beëdigd werd, werd Koolmees minister van Sociale Zaken en Werkgelegenheid. Koolmees slaagde er in juni 2019 in om na lange discussies een principeakkoord te bereiken met sociale partners over het toekomstig pensioenstelsel. Vanwege het tijdelijk terugtreden van Kajsa Ollongren werd hij op 1 november 2019 tevens benoemd tot vicepremier. Op 14 mei 2020 nam Ollongren deze taak weer van hem over. Tijdens Prinsjesdag 2020 was Koolmees de tweede aangewezen overlevende van Nederland.
In april 2021 ontstond ophef over openbaar gemaakte notulen van een aantal ministerraden. Tijdens een ministerraad op 12 juli 2019 had Koolmees samen met andere ministers geklaagd over een aantal Kamerleden van coalitiefracties. Volgens hem droeg hun kritiek niet bij aan het vinden van een oplossing voor de toeslagenaffaire. Op 10 januari 2022 beëindigde Koolmees zijn politieke carrière.

## Informateur
Van 28 maart 2021 tot 2 april 2021 was Koolmees samen met VVD-minister Tamara van Ark verkenner voor de kabinetsformatie. Deze opdracht werd vroegtijdig beëindigd, omdat na incidenten met de vorige verkenners de Tweede Kamer een informateur wilde die iets verder afstond van de politiek.
Op 5 oktober 2021 werd Koolmees benoemd als informateur, samen met Johan Remkes. Hun opdracht werd om uitvoering te geven aan een advies van Remkes om de mogelijkheid te onderzoeken van een kabinet van VVD, D66, CDA en ChristenUnie, daarbij in acht nemend de overwegingen van Remkes over constructieve betrokkenheid en vruchtbare samenwerking met andere fracties. Koolmees legde voor zijn informateurschap tijdelijk al zijn taken neer als minister van Sociale Zaken en Werkgelegenheid, maar diende formeel niet zijn ontslag in.

## Nederlandse Spoorwegen
Op 1 november 2022 volgde Koolmees Marjan Rintel op als president-directeur van de Nederlandse Spoorwegen.
- International Standard Name Identifier: 0000 0003 9600 4673
- Nederlandse Thesaurus van Auteursnamen: 229884245
- Parlement.com: vie119neh0vc
- Virtual International Authority File: 290887085
- WorldCat: E39PBJjdjCMvkrmjXchfVgY3wC